# Aleiodes amurensis
Aleiodes amurensis är en stekelart som beskrevs av Sergey A. Belokobylskij 2000. Aleiodes amurensis ingår i släktet Aleiodes och familjen bracksteklar. Inga underarter finns listade i Catalogue of Life.